# Залізний будинок

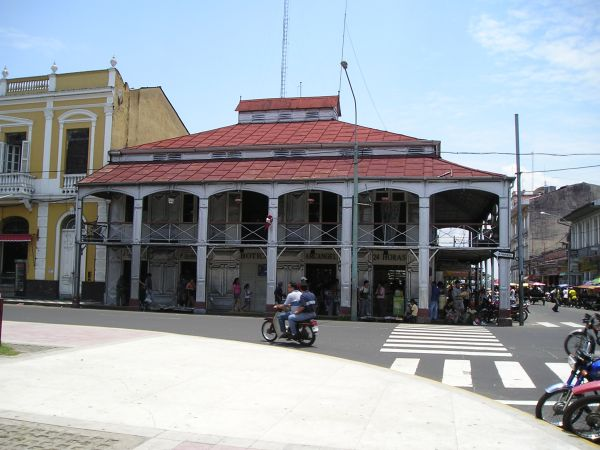
Залізний будинок в Ікітосі

Залізний будинок (також Каса-де-Фьерро, Каса-де-Йерро; ісп. La Casa de Fierro) — двоповерховий особняк 1887 року в місті Ікітос, республіка Перу. Як і театр Амазонас у місті Манаус, Бразилія, Залізний будинок в Ікітосі став символом «прекрасної епохи», що торкнулася цього латиноамериканського регіону в період каучукової лихоманки кінця XIX — поч. XX ст. Тоді в Ікітосі плантатори-каучеро отримували за експорт сировини стільки валюти, що мармурові особняки з фасадами і портиками, різьбленими «новоорлеанськими» балконами, з'являлися один за іншим. Але саме залізний будинок вражав сучасників сміливістю проектувальників.

## Історія
Будинок посеред сельви задумав місцевий мільйонер дон Ансельмо де Агіла. Спроектував його французький архітектор Гюстав Ейфель, пізніше творець Ейфелевої вежі. Казково багаті перуанські плантатори бажали перетворити Ікітос в перуанський Париж, наповнивши його атмосферою старої Європи. Тому архітектор відлив конструкцію будинку в бельгійських цехах Ессо, обробив пластини і відправив всі частини пароплавом через Атлантичний океан. В Ікітос деталі для дому доставив бразильський пароплав «Персеверанса». Для додання дому більшої помпезності його іспанська назва було латинізована.

## Створення
Мати в переважно дерев'яному місті металеву будівлю, відлиту в Європі, вважалося верхом розкоші, тим більше враховуючи той факт, що метал роз'їдали екваторіальні дощі і він вимагав постійного дорогого догляду для боротьби з корозією. Після складання виявилося, що особняк непридатний для житла, так як сонце розжарювало метал до нестерпних температур. Дон Агіль продав цей будинок своєму другові, також каучеро, Амбросіо Моралесу, але і він довго в ньому не прожив. Будівля постійно переходила з рук в руки. В 1985 році в ній розмістився клуб, який пустував в денні години сієсти, але пожвавлювався близько півночі. Сучасний власник Джудіт Акоста де Фортес організувала будинок таким чином: на першому поверсі розміщуються сувенірні лавки, на другому поверсі розташоване кафе «Амазонас».